# Two Doors Down
"Two Doors Down" är en sång skriven och framförd av Dolly Parton, som 1978 hade en hit på såväl country- som poplistorna. Sången sjungs ur ett perspektiv från en kvinna som just gjort slut med sin pojkvän och nu funderar på att gå på en fest två dörrar ner från hennes lägenhet. Hon beslutar att gå, möter en ny man och återvänder med honom till hennes egen lägenhet. 
Den låg på Dolly Partons album Here You Come Again 1977, men innan Dolly Parton i mars 1978 hann släppa den som albumets andra singel släppte Zella Lehr en cover som blev en tio-i-topphit inom countryn i USA. Medan Zella While Lehrs version låg på country, blev Dolly Partons inspelning en större pophit än hon själv förväntat. Dolly Parton släppte även en mer poporienterad version av "Two Doors Down".  Hon släppte den nya versionen som en dubbel A-sida där den andra sidan, "It's All Wrong, but It's All Right", planerades att spelas på countrylistorna, och "Two Doors Down" på poplistorna. Singeln toppade USA:s countrylistor, och var en 20-i-topphit för Dolly Parton och blev en av hennes mer populära hitlåtar.
Dolly Partons nya version av "Two Doors Down", med första versen struken och en brygga anpassad till att sjunga med i, ersatte den tidigare versionen på senare upplagor av Here You Come Again, och den tidigare versionen blev en "samlargrej" för fansen.
2009 spelade Jill Johnson in låten på coveralbumet Music Row II .

## Listplaceringar
| Lista (1978) | Topplacering |
| ------------ | ------------ |
| Nya Zeeland  | 30           |

Den här artikeln är helt eller delvis baserad på material från engelskspråkiga Wikipedia.

### Fotnoter
1. ↑  Information i Svensk mediedatabas.
2. ↑  ”Listplacering”. Arkiverad från originalet den 18 april 2017. https://web.archive.org/web/20170418064854/http://www.charts.org.nz/showitem.asp?interpret=Dolly+Parton&titel=Two+Doors+Down&cat=s. Läst 8 mars 2011.